# Vuelo 222 de TransAsia Airways
El vuelo 222 de TransAsia Airways (GE222/TNA222) del 23 de julio de 2014 fue un vuelo de cabotaje de pasajeros programado operado por un avión ATR 72-500. Partió del aeropuerto Internacional de Kaohsiung a las 17:43 horas (hora local) hacia Magong, en la República de China, con 54 pasajeros y 4 miembros de la tripulación a bordo. El aparato se estrelló realizando la maniobra de motor y al aire en Magong (islas Pescadores). 48 personas fallecieron y 10 resultaron heridas.
Una investigación del Consejo de Seguridad de la Aviación de Taiwán descubrió que los pilotos descendieron intencionalmente por debajo de la altitud mínima de descenso y que el capitán estaba demasiado confiado, lo que provocó un error del piloto al aterrizaje. Fue el primer accidente aéreo fatal de Taiwán en 12 años.

## Aeronave
La aeronave era un ATR 72, de registro B-22810, cuyo primer vuelo fue en junio de 2000, y fue entregado a TransAsia Airways en julio del mismo año. El avión estaba propulsado por dos motores Pratt & Whitney Canada PW127.

## Desarrollo
El vuelo 222 estaba programado para despegar de Kaohsiung a las 16:00 (hora de Taiwán); 08:00 UTC), pero finalmente lo hizo a las 17:43 debido al tifón Matmo.
Fue en el camino a las islas Pescadores, cuando hizo un aterrizaje de emergencia en el Condado de Penghu. El primer intento falló y el piloto pidió un segundo a las 19:06, pero después la torre de control perdió el contacto. El avión se estrelló en el municipio de Husi, provocando un incendio que afectó a dos hogares.

## Pasajeros y tripulación
| Nacionalidad | Personas |
| ------------ | -------- |
| Taiwanesa    | 56       |
| Francesa     | 2        |
| Total        | 58       |

El vuelo llevaba una tripulación de cuatro personas. El piloto fue identificado como Li Yiliang (李義良) de 60 años de edad, y el copiloto como Jiang Guanxing (江冠興), de 39 años. Hasta entonces el capitán tenía 22.994 horas de vuelo en su expediente y el primer oficial tenía 2.392 horas de vuelo.
Había 54 pasajeros a bordo, la mayoría de nacionalidad taiwanesa, incluyendo también cuatro niños. Además, en el vuelo viajaban dos ciudadanos de nacionalidad francesa.

## Causas
Se vinculó la causa del accidente con el tifón Matmo, que pasó por encima de la isla de Taiwán y las islas Pescadores al principio del día en dirección a la República Popular de China. Imágenes de radar mostraron lluvias torrenciales sobre la zona en el momento del accidente. El tifón también provocó fuertes vientos.
Debido a la meteorología adversa, otras aerolíneas habían cancelado unos 200 vuelos el 23 de julio.

## Investigaciones
Los rescatistas recuperaron las cajas negras del vuelo 222, el 24 de julio. Se anunció que los resultados iniciales de los registradores de datos de vuelo se demorarían una semana.

## Dramatización
Este accidente fue presentado en la decimoctava temporada del programa canadiense Mayday: catástrofes aéreas, en el episodio titulado «Volando lejos» en Hispanoamérica y en España como «Ráfagas de viento». 

## Reacciones internacionales

### Estados
- República de China — El presidente, Ma Ying-jeou, pidió ayuda inmediata para las familias de las víctimas y una investigación completa.[16]

El presidente de TransAsia Airways, Chooi Yee-Choong, se disculpó por el accidente en una conferencia de prensa celebrada el 23 de julio.
Un momento de silencio fue realizado por 19 diplomáticos en Taipéi.
- República Popular China — Xi Jinping, secretario general del Partido Comunista de China, expresó sus condolencias tras el accidente de avión, según informó un comunicado de la Oficina de Asuntos de Taiwán del Consejo de Estado de la República Popular China.[20]

### Organizaciones
- Unión Europea — La Unión Europea dijo que lamentaba el accidente.[21]

- Santa Sede — El cardenal Pietro Parolin, secretario de Estado de la Santa Sede, envió sus condolencias en nombre del Papa Francisco al arzobispo John Hung Shan-chuan de Taipéi.[22]